# Mihlaer Berg
Der Mihlaer Berg ist ein Berg im Wartburgkreis in  Thüringen und liegt im Naturpark Eichsfeld-Hainich-Werratal. Der Mihlaer Berg befindet sich im etwa fünf  Kilometer westlich vor dem Hainich. Am Berg haben die Orte Ütteroda, Bischofroda, Mihla und Neukirchen unterschiedlich große Fluranteile. Der flache Gipfel befindet sich auf 366,9 m ü. NN.
An der Südwestseite des Berges befindet sich das Quellgebiet des Baches Madel, im Nordwesten liegt das Habichtstal mit dem Quellbach Steingraben. Die Quellen auf der Ostseite des Mihlbergs gehören zum Einzugsgebiet des Lauterbachs.
Zum Höhenzug gehören auch die folgenden teilweise bewaldeten Nebenkuppen und spornartigen Hangpartien (Position und Höhe):
- Reitenberg (⊙ 366,8 m ü. NN), Gemarkung Neukirchen und Ütteroda
- Lerchenberg (⊙ 327 m ü. NN), Gemarkung Neukirchen und Ütteroda.[1]

Der landwirtschaftlich genutzte Berg ist Standort des Windenergieparks von Neukirchen und seit den 1970er Jahren Standort des landwirtschaftlichen Großbetriebes Reitenberg. Am Nordwesthang befand sich in der DDR-Zeit im unteren Habichtstal die Kreismülldeponie für die nördlichen Orte im Kreis Eisenach. Über den Berg verläuft die Landesstraße L 1016 – von Eisenach nach Mihla.
Der Nebengipfel Lerchenberg stand Pate für die Namenswahl der 1991 bis 1994 gebildeten, ehemaligen Gemeinde Lerchenberg bei Eisenach.